# آشپزی مقدونی

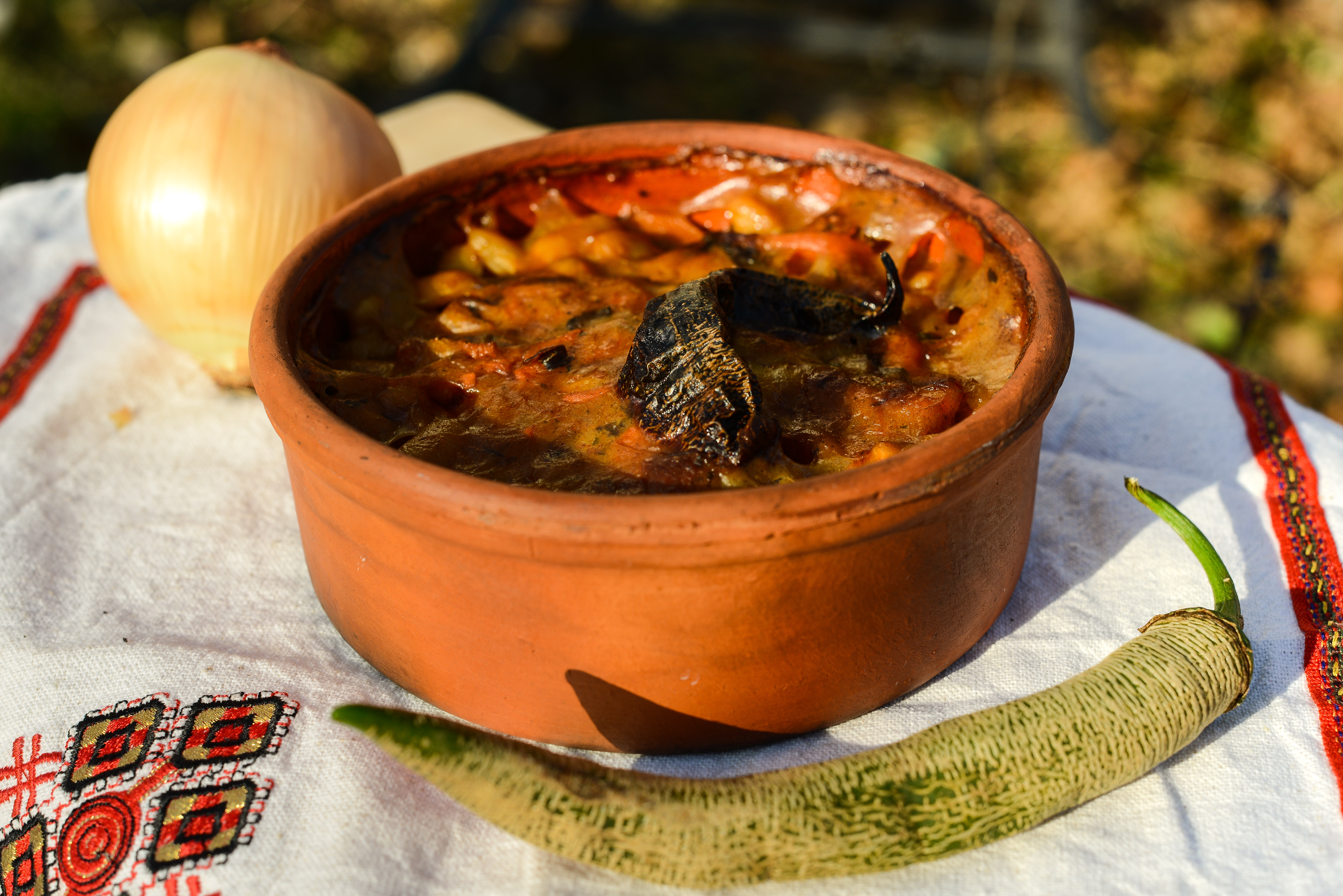
تاوشی گراوشی (Tavče gravče)، غذای ملی مقدونیه شمالی

آشپزی مقدونی (مقدونی: Македонска кујна) پخت و پز سنتی مقدونیه شمالی است. این آشپزی تحت تأثیر آشپزی ترکی عثمانی بوده‌است و برخی از ویژگی‌های آشپزی بالکان را به اشتراک برده‌است. آب و هوای تا اندازه ای گرم کشور، شرایط بسیار خوبی را برای رشد انواع سبزیجات، رستنی‌ها و میوه‌ها فراهم می‌کند. آشپزی مقدونیه ای هم چنین به خاطر تنوع و کیفیت فراورده‌های لبنی، شراب‌ها، و نوشیدنی‌های الکلی بومی، همچون راکیا، مورد توجه قرار گرفته‌است. تاوشی گراوشی (Tavče gravče) و مصطکی (mastika)، غذا و نوشیدنی ملی مقدونیه شمالی محسوب می‌شوند.